# 郭印
郭印（？—？），字信可，晚號亦樂居士。雙流（今屬四川）人。
約元祐五年（1090年）出生，曾入太學。宋徽宗政和五年（1115年）進士，歷官攝銅梁縣，知仁壽縣。官至左朝请大夫。終官知州。紹興四年（1134年）養老於故鄉雲溪，性嗜水竹，好为诗。交游最密为曾慥、计有功、蒲大受等人，“皆一时博雅之士，则印亦胜流矣”。乾道五年（1170年）尚在世。著有《雲溪集》，久佚，今有清四库馆臣自《永乐大典》辑出十二卷。